# Margarinotus fractistrius
Margarinotus fractistrius är en skalbaggsart som först beskrevs av Lewis 1906.  Margarinotus fractistrius ingår i släktet Margarinotus och familjen stumpbaggar. Inga underarter finns listade i Catalogue of Life.